# Rezerwat przyrody Jałowce
Rezerwat przyrody „Jałowce” – leśny rezerwat w gminie Smołdzino (obszar Nadleśnictwa Damnica), u podnóża wzniesienia Będomińskiej Góry na południowym skraju Pobrzeża Słowińskiego. Zajmuje powierzchnię 1,29 ha, a został ustanowiony w 1984 roku w celu zachowania skupienia wyjątkowo okazałych jałowców pospolitych. Najbliższa miejscowość to Wierzchocino, stąd czasem spotykana nazwa rezerwatu „Wierzchocińskie Jałowce”.
Walory przyrodnicze: halizna ze skupieniem około 150 jałowców, poszczególne okazy wytwarzają tu różne formy – kolumnowe, piramidalne, stożkowe do wysokości 10 m.